# Tobias
Tobias – wieś w Stanach Zjednoczonych, w stanie Nebraska, w hrabstwie Saline.